# Чувари магле
„Чувари магле” је југословенски филм из 1988. године. Режирао га је Иса Косја а сценарио су написали Фадил Хисај, Реџеп Косја и Азем Шкрели.

## Улоге
| Глумац             | Улога |
| ------------------ | ----- |
| Енвер Петровци     |       |
| Џеват Ћорај        |       |
| Вељко Мандић       |       |
| Силвана Бајчиновци |       |
| Кун Лајки          |       |
| Анкица Миленковић  |       |
| Исмаил Имери       |       |